# Morino (obwód pskowski)
Morino (ros. Морино) – wieś (dieriewnia) w Rosji, w obwodzie pskowskim, w rejonie dnowskim. W 2010 liczyła 443 mieszkańców.